# 毛利房謙
毛利 房謙（もうり ふさかね、寛政6年8月6日（1794年8月30日） - 弘化4年12月29日（1848年2月3日））は、長州藩一門家老である吉敷毛利家の12代。
父は厚狭毛利就宣。母は毛利就盈の娘。養父は毛利房裕。正室は益田親愛の娘。実兄に毛利房晁、毛利房嘉、子に元一、元亮、堅田賢佐（堅田元徳養子）、主一、於敦（宍戸知助室）、益田親祥（ちかよし、初め桂家を相続して桂親澄と称し、のち益田親施養子となる）らがいる。
養父や兄たちと同様に長州藩主の毛利斉房より偏諱（｢房｣の字）の授与を受けて房謙と名乗る。別名として房祀（ふさとし）も伝わる。通称は音之助、蔵主。

## 生涯
寛政6年（1794年）、一門厚狭毛利家の毛利就宣の五男として生まれる。文化9年（1812年）、養父房裕の死去により家督を相続する。文化14年（1817年）、仁孝天皇即位式の奉献使を務め、御所に参賀する。
文政9年（1826年）、当職（国家老・執政）となる。同年、実家の厚狭毛利家を継いでいた長兄の毛利房晁が、藩政改革を議論して藩主毛利斉元の怒りに触れ、逼塞を命じられて隠居したため、2歳で家督を相続した甥（房晁の子）の本之助（のちの毛利元美）の後見を務める。
天保7年（1836年）、吉敷佐畑に郷校憲章館を設立し、片山鳳翩の門人服部和卿を学頭とした。天保8年（1837年）当職を辞任するが、同年、江戸城において新藩主・毛利教明（斉元の子）の家督相続の御礼言上の際に同行して将軍徳川家慶に拝謁する（教明は1字を与えられて慶親に改名する）。天保9年（1838年）、幕命により長州藩が甲州の河川普請手伝を命じられ総奉行を務める。天保11年（1840年）、再度当職となり、藩の財政再建にあたる。弘化元年（1844年）、病により当職を辞職し、弘化4年（1847年）12月29日に死去する。享年54。家督は嫡男の元潔（元一）が相続した。